# 蒙泰济克
蒙泰济克（法語：Montézic，法語發音：[mɔ̃tezik]）是法国阿韦龙省的一个市镇，属于罗德兹区。

## 地理
蒙泰济克（44°42'33"N, 2°38'22"E）面积18.87 平方千米，位于法国奧克西塔尼大區阿韦龙省，该省份为法国南部内陆省份，位于法國中央高原南部，北起顺时针与康塔爾省、洛泽尔省、加尔省、埃罗省、塔恩省、塔恩-加龙省和洛特省接壤。
与蒙泰济克接壤的市镇（或旧市镇、城区）包括：康普列兹、拉克鲁瓦巴雷兹、圣阿芒德科、圣伊波利特、圣桑福里安-德泰尼耶尔。

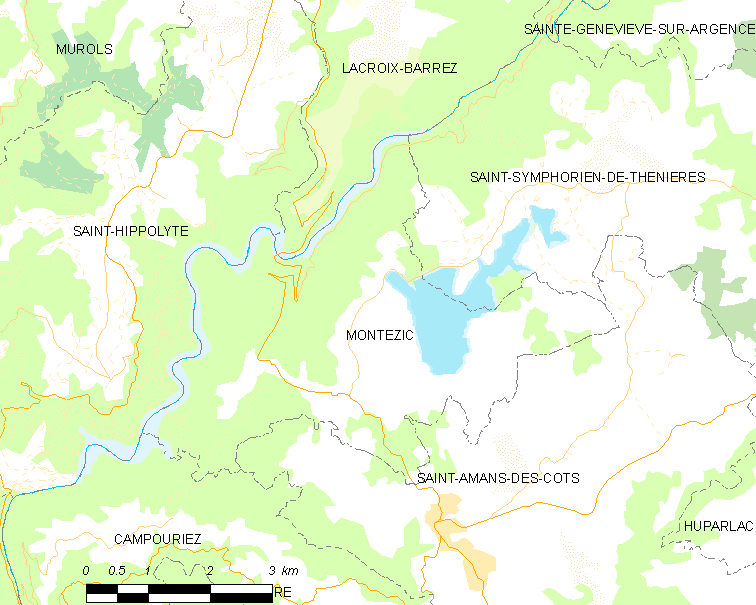
蒙泰济克的OSM定位图

蒙泰济克的时区为UTC+01:00、UTC+02:00（夏令时）。

## 行政
蒙泰济克的邮政编码为12460，INSEE市镇编码为12151。

## 政治
蒙泰济克所属的省级选区为欧布拉克-卡尔拉代斯县。

## 人口

1962-2008年间蒙泰济克人口变化图示

蒙泰济克于2022年1月1日时的人口数量为226人。